# Abu Ishak ben Alptegin
Abu Ishak ben Alptegin (possible nom complet Abu Ishaq Ibrahim ibn Alptegin) fou soldà de Gazni. És segur que es deia Ishaq, però com a Abu Ishaq no apareix a totes les fonts.
Va succeir el seu pare Alptegin a la mort d'aquest el setembre del 963 i tot seguit va fer les paus amb els samànides i fins i tot sembla que va anar a Bukharà a fer jurament i va rebre la investidura o diploma (manshur). Només es va poder sostenir contra l'anterior sobirà local Abu Bakr Lawik (que probablement va arribar a retornar a Gazni per un temps) amb l'ajut dels samànides dels quals es va mantenir com a vassall.
Abnu Ishaq va morir en una data a l'entorn del 966 i no va deixar fills, i els caps de l'exèrcit van escollir com a successor al cap de la guàrdia Bilgetigin o Bilgategin.